# Паул Хиндемит
Вижте пояснителната страница за други личности с името Хиндемит.
Паул Хиндемит (на немски: Paul Hindemith) е германски композитор, виолист, цигулар, преподавател, музикален теоретик и диригент.

## Биография
Роден е на 16 ноември 1895 г. в Ханау, близо до Франкфурт, като най-голямото дете на художника и декоратор Робeрт Хиндемит от Долна Силезия и съпругата му Мари Хиндемит, родена Варнеке. Още като дете ходи на уроци по цигулка. Постъпва в Консерваторията на д-р Хох във Франкфурт, където учи цигулка при Адолф Ребнер, както и дирижиране и композиция при Арнолд Менделсон и Бернхард Секлес. Отначало се издържа, като свири на танцови забави и в музикално-комедийни формации. Става заместник ръководител на оркестъра на Франкфуртската опера през 1914 г. и е повишен в концертмайстор през 1916 г. Свири втора цигулка в струнния квартет „Ребнер“ от 1914 г.
През септември 1917 г. е призован в Имперската германска армия и изпратен в полк в Елзас през януари 1918 г. Там той е назначен да свири на бас барабан в оркестъра на полка, организира и струнен квартет. През май 1918 г. е дислоциран на фронта във Фландрия, където служи като караул. След примирието се завръща във Франкфурт и квартета „Ребнер“.
Към края на 30-те години Хиндемит прави няколко турнета из Америка като солист на виола и виола д'аморе.
Емигрира в Швейцария през 1938 г., включително защото съпругата му е с наполовина еврейски произход.
Пристигайки в САЩ през 1940 г., той преподава предимно в Йейлския университет, където основава Yale Collegium Musicum.
Хиндемит става гражданин на САЩ през 1946 г., но се завръща в Европа през 1953 г., живее в Цюрих и преподава в университета там, докато се оттегля от преподавателска дейност през 1957 г.
Умира на 28 декември 1963 г. във Франкфурт на Майн.

## Творчество
Хиндемит е сред най-значимите германски композитори на своето време. Неговите ранни творби принадлежат на късния романтизъм, като по-късно прави експресионистични произведения в стила на ранния Арнолд Шьонберг, преди да развие контрапунктен стил през 20-те години на 20 век.
Музиката му е била описвана като неокласическа, но твърде различна от творбите на Игор Стравински, които са обозначавани с този термин, като притежава повече от контрапунктния език на Йохан Себастиан Бах, отколкото яснотата на Моцарт.
Автор е на множество инструментални, камерни и симфонични творби. Най-известните му произведения са програмните музикални картини „Матис – художникът“ и „Изкушението на свети Антоний“.

## Отличия и награди
- Мемориална награда „Хоуланд“ (1940) на Йейлския университет[5]
- Награда „Бах“ на свободния и ханзейски град Хамбург (1951)[6]
- Орден Pour le Mérite (1952)[7][6]
- Награда „Вихури Сибелиус“ (1955)[6]
- Плакет „Гьоте“ на град Франкфурт на Майн (1955)[8]
- Награди Балзан (1963)[6]

### Почетни докторати
- Музикална академия на Филаделфия (1945)[5]
- Колумбийски университет (1948)[5]
- Гьоте университет Франкфурт на Майн (1949)[6]
- Берлински свободен университет (1950)[6]
- Оксфордски университет (1954)[6]

## Основни творби

### Произведения за оркестър
- Концерт за виолончело op. 3 (1916)
- Седем Kammermusik, написани между 1921 и 1927 за малък оркестър и солисти
- Концерт за оркестър op. 38 (1923)
- Четири Konzertmusik:
  - Konzertmusik за филхармоничен оркестър op. 41 (1926)
  - Konzertmusik за виола и камерен оркестър op. 48 (1930)
  - Konzertmusik за пиано, медни духови инструменти и арфа op. 49 (1930)
  - Konzertmusik за оркестър от струнни и медни духови инструменти op. 50 (1931)
- Симфония Матис – художникът (1934)
- Der Schwanendreher, концерт за виола (1935)
- Trauermusik за виола и струнен оркестър (1936)
- Nobilissima Visione, ballet (1938)
- Концерт за цигулка, 1939
- Тема и вариации: четирите темперамента за струнен оркестър и пиано (1940)
- Симфония в ми бемол (1940)
- Концерт за виолончело nº 3 в сол (1940)
- Симфонични метаморфози по теми на Карл Мария фон Вебер (1943)
- Symphonia serena (1946)
- Концерт за кларинет и оркестър (1947)
- Концерт за рог и оркестър (1949)
- Симфония Die Harmonie der Welt (1951)

### Вокални творби
- Das Marienleben по стихотворения на Рилке (1923)
- Das Unaufhörliche по поема на Готфрид Бен (1931)
- Requiem: When Lilacs Last in the Dooryard Bloom'd (1946)
- Меса за смесен хор a cappella (1963)
- Шест песни по стихотворения на Рилке (1939)

### Опери
- Mörder, Hoffnung der Frauen (1921)
- Das Nusch-Nuschi (1921)
- Sancta Susanna (1922)
- Cardillac (1926)
- Hin und zurück (1928)
- Neues vom Tage (1929)
- Mathis der Maler (1938)
- Die Harmonie der Welt (1957)
- Das lange Weihnachtsmahl (1960)

### Произведения за пиано
- In einer Nacht op. 15 (1917-19)
- Сюита "1922" op. 26 (1922)
- Klaviermusik op. 37 (1924-5)
- Wir bauen eine Stadt (1931)
- Вариации (1936)
- Три сонати (1936)
- Ludus Tonalis (1942)

### Произведения за камерен оркестър
- Соната за пиано
- Соната за две пиана (1942)
- Три сонати за соло цигулка, четири за соло виола, една за соло виолончело
- Четири сонати за цигулка и пиано, три за виола и пиано, две за виолончело и пиано, една за контрабас и пиано, една за виола д'аморе и пиано (Kleine Sonate opus 25 n°2)
- Струнен квартет nº 1
- Струнен квартет nº 2
- Струнен квартет nº 3
- Струнен квартет nº 4
- Струнен квартет nº 5 (1923)
- Струнен квартет nº 6 (1943)
- Струнен квартет nº 7 en mi (1945)
- Струнно трио nº 1
- Струнно трио nº 2
- Трио за тенор саксофон или хекелфон, виола и пиано op. 47
- Десет сонати за духови инструменти и пиано:
  - Соната за флейта в си бемол
  - Соната за обой в сол (1939)
  - Соната за английски рог
  - Соната за кларинет в си бемол
  - Соната за фагот в си бемол
  - Соната за алт саксхорн в ми бемол (1943)
  - Соната за за рог във фа мажор
  - Соната за тромпет в си бемол (1939)
  - Соната за тромбон във фа мажор (1941)
  - Соната за бас туба в си бемол (1955)
- Квинтет за кларинет и рогове
- Квартет за кларинет, пиано и струнни
- Септет за (флейта, обой, кларинет, бас кларинет, фагот, рог, тръба)
- Соната за арфа